# Carmella Bing
Sarah Faas (Salem, Oregón; 21 de octubre de 1981) es una ex actriz pornográfica estadounidense. conocida por el nombre artístico de Carmella Bing. Dicho nombre está inspirado en la serie de televisión Los Soprano.

## Biografía
De ascendencia italo-hawaiana, su madre la tuvo cuando contaba con tan solo 15 años, mientras que su padre (que las abandonó poco después de su nacimiento) tenía 24.

### Carrera como actriz porno
En el 2002 se trasladó a Las Vegas y empezó a posar para revistas pornográficas. En tan solo dos años, llegó a pesar 108'5 kg. Pasaron unos cuantos meses hasta conseguir recuperar su peso normal, pero tuvo que operarse el pecho porque su tamaño también disminuyó.
En noviembre de 2005 consideró que ya estaba lista para rodar películas porno y aparecer en las páginas porno. Entonces, la también actriz porno Davia Ardell le puso en contacto con un agente de la industria y empezó su nueva carrera. Esperaba convertirse en una estrella del cine porno para así conseguir más clientes como prostituta. Declaró ser «una apasionada, que le encantaba tener sexo ante una cámara, y que no tenía decidido dejar la industria.» En 2007 ya había realizado medio centenar de películas, a las que deben añadirse muchas escenas para páginas como BangBros, Brazzers, Bustyz o Naughty America.

### Abandono del porno
En 2008 decidió dejar de rodar escenas porno para regresar a Las Vegas y ejercer únicamente como prostituta.

El porno cuesta impuestos y comisiones, eso sin mencionar las temporadas en que estás sin trabajar a causa de las infecciones de transmisión sexual y los embarazos durante los rodajes. Como prostituta sólo debo preocuparme de gastos publicitarios y facturas telefónicas. Yo entré en el porno para tener sexo y para que me pagaran por ello.

Sin embargo, en 2009 regresó a la industria del cine para adultos con un filme para FuckedUpFacials, y también hizo vídeo para la página web Brazzers. Se retiró finalmente en 2015.

## Premios
- 2007 UK Adult Film Awards a la mejor actriz extranjera[4]

## Filmografía

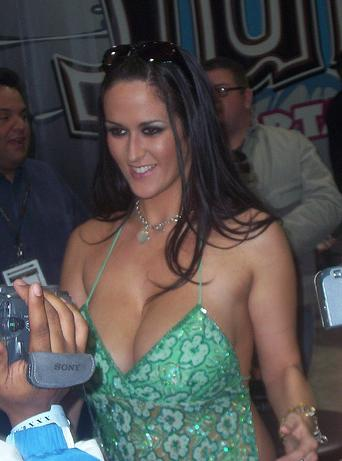
Bing en la EED de 2007.

Nota: La filmografía completa y actualizada puede consultarse en los enlaces que figuran en la ficha de la actriz
- 2 Girls For Every Guy 2
- 4 Her 2
- Anal and DP Reamings
- Anal Asspirations 7
- Ass Fuckers #4
- Bang My Tasty Twat 1
- Bang My Tits
- Big Boobs
- Big Fucking Titties 2
- Big MILF Juggs
- Big Mommy Boobs
- Big Rack Attack 2
- Big Tit Anal Whores 3
- Bikini-Clad Cum Sluts
- Bitch
- Blow Me 14
- Boobstravaganza 4
- Brianna Love Is Buttwoman
- Brianna Love Oversexed
- Brunettes Eat More Cum
- Busty Beauties 23
- Busty Beauties More Than A Handful 2
- Craving Big Cocks 14
- Double Decker Sandwich 8
- DP Wreckage 4
- Explosions 6
- Finger Fun
- Francesca's Juggies 4
- Fuck Me Good 3
- Gag On This 14
- Ginormous Titties 5
- Goo 4 Two -3
- Hardcore Vault 6
- Hardcore Whores 2
- Her First Anal Sex 10
- Housewife 1 On 1 5
- Hustler's Beaver Hunt 7
- Hustler Exposed
- Hustler's Taboo 7
- Jack's My First Porn 6
- Jewel De'nyle's Spread 'em Wide Open
- Jonni Darkko's Bikini-Clad Cum Sluts
- Juggernauts 5
- Juicy Juggs
- Licensed to Blow
- MILF and Cookies 4
- MILFs Gone Anal 2
- Multiple Chicks On One Dick 2
- Naughty Office 4
- Only Handjobs 4
- Oral Antics 4
- Peter North's Anal Addicts 28
- PornFidelity 6
- Rack 'em Up
- Rack It Up All Big Tits
- Rub My Muff 10
- Sex Fiends 5
- The Best Of Roxy Jezel and Carmella Bing
- Tit Worship 2
- Whore
- Real Wife Stories